# Díolkos

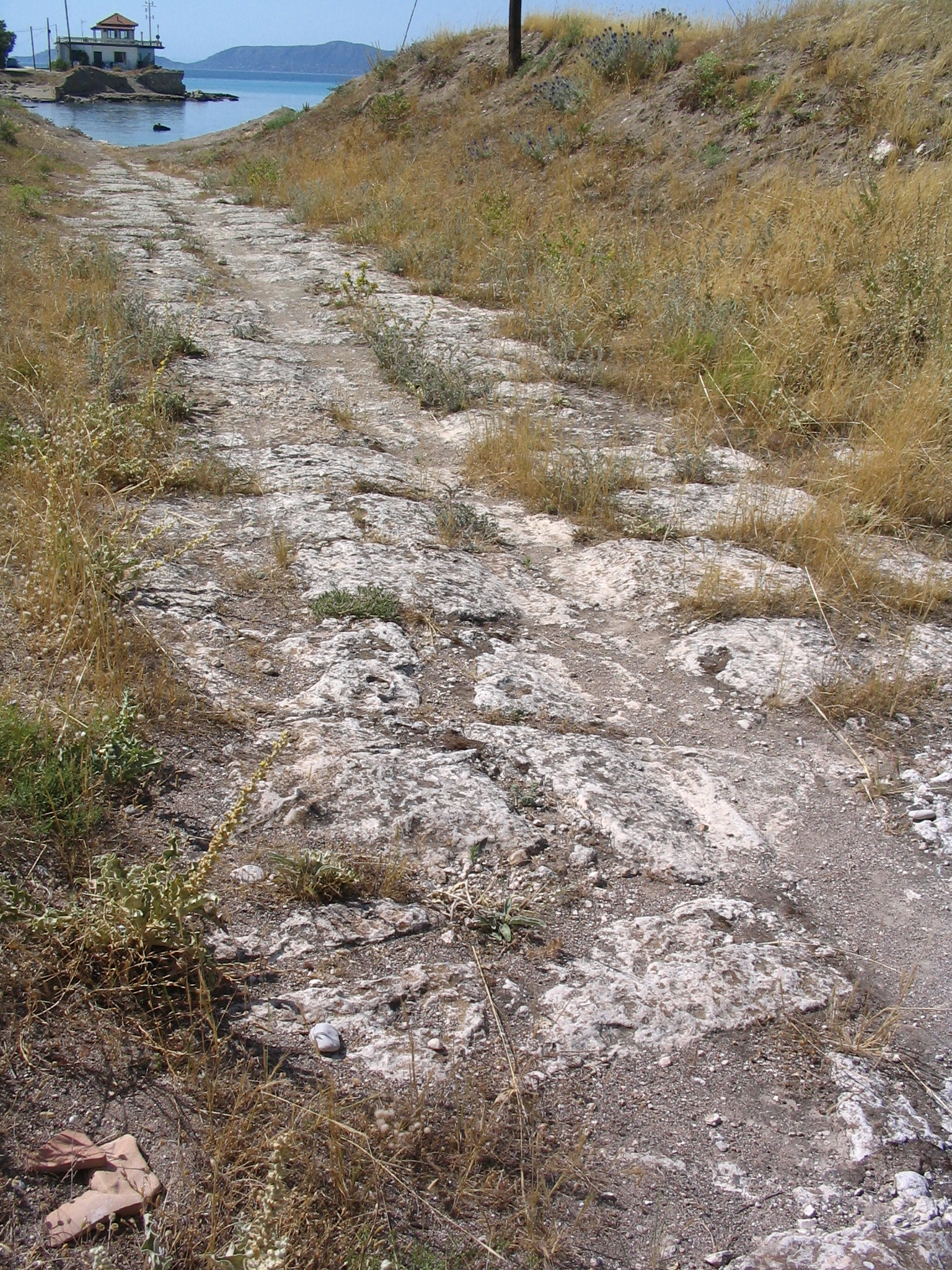
Restes de la calçada al llarg de la qual eren arrossegats els vaixells, vora l'extrem occidental

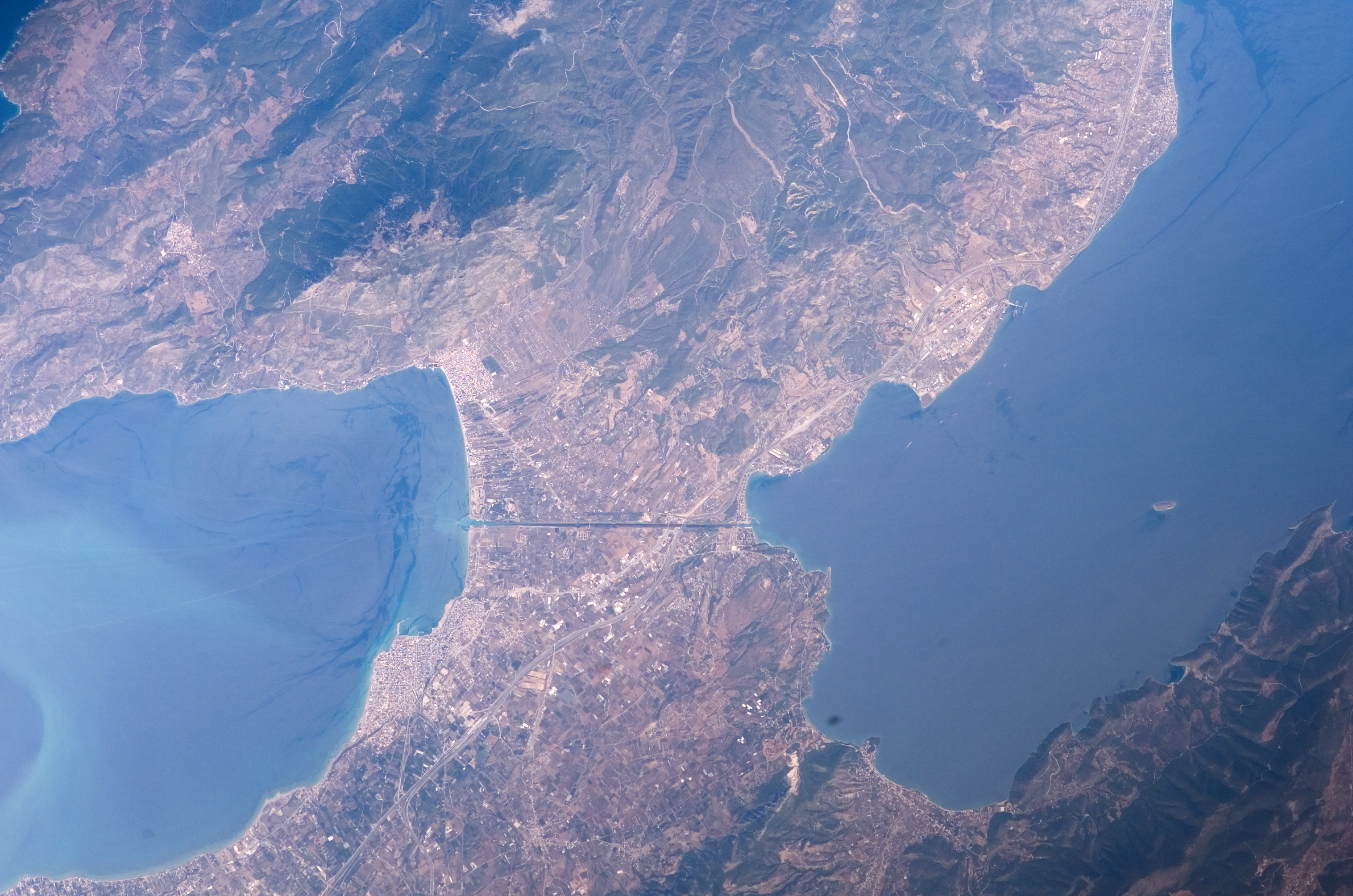
Vista de satèl·lit de l'istme de Corint i el canal de Corint; el Díolkos seguía el traçat de l'actual canal

El Díolkos (en grec Δίολκος, de διά, dià, «a través de» o «a l'altre costat», i ὁλκός, holkós, «transport») va ser un camí pavimentat de l'antiga Grècia, a través del qual les embarcacions podien travessar l'istme de Corint transportades per terra, anant des del golf de Corint fins al golf Sarònic i viceversa. La calçada, que devia fer entre 6 i 8 quilòmetres de llarg, incloïa una espècie de carril rudimentari. El camí va ser operatiu des de l'any 600 aC fins al segle I de la nostra era.
El Díolkos permetia als vaixells navegar des de la mar Jònica fins a la mar Egea i viceversa, evitant de navegar prop de la península del Peloponès, el litoral rocós de la qual era summament perillós: molts vaixells mercants van acabar estavellant-se contra algun dels tres promontoris de la península, especialment els caps Matapan i Malea. Per contrast, tant el golf de Corint com el golf Sarònic eren aigües relativament tranquil·les i resguardades per les terres circumdants. A més a més, el viatge per terra a través de l'istme oferia una ruta molt més curta per als vaixells que volien enllaçar Atenes, vora el golf Sarònic de la mar Egea, amb la costa jònica de Grècia.

## Història
La bibliografia antiga no diu res sobre la data de la construcció del Díolkos. Segons es desprèn de Tucídides (460 aC – 395 aC), el Díolkos era una obra que venia d'antic. Les tauletes d'argila i les restes de pots ceràmics trobades en aquell indret indiquen una data de construcció cap al final del segle vii aC o començament del segle vi aC, l'època en la qual Periandre era tirà de Corint. Segons fonts escrites, el Díolkos es va mantenir en servei regular fins almenys a mitjan segle i, i després ja no n'apareixen més referències.
Van haver de passar gairebé 2.000 anys abans que els vaixells poguessin navegar directament a través de l'istme: el 1893 es va obrir el canal de Corint i el Peloponès, de fet, va acabar transformat en una illa. Les seccions del camí antic encara són visibles, i durant el període 1956-1962 se'n van excavar uns 500 metres del recorregut.

### Ús en temps de guerra
El Díolkos va tenir un paper important en la guerra naval antiga. Els historiadors grecs han narrat diverses vegades, des del segle v aC al segle i aC, que els vaixells de guerra eren transportats a través de l'istme per tal d'accelerar la campanya naval. Els espartans, l'any 428 aC, van planejar de transportar els seus vaixells de guerra pel Díolkos fins al golf Sarònic per amenaçar Atenes, mentre que més endavant, durant la guerra del Peloponès, l'any 411 aC, van arrossegar-hi tota una esquadra per a una operació llampec contra l'illa de Quios. L'any 220 aC, Demetri de Faros va fer que els seus homes transportessin una flota d'uns cinquanta vaixells a través de l'istme fins al golf de Corint. Tres anys més tard, hi va passar una flota macedònica de 38 vaixells per ordre de Filip V, mentre que els vaixells de guerra més grans es desplaçaven vorejant el cap Malea. Després de la seva victòria a la batalla d'Àccium l'any 31 aC, Octavi havia d'avançar tan ràpid com pogués contra Marc Antoni, i per això va fer que una part de les seves 260 liburnes fossin transportades pel camí de l'istme. El 868 dC, l'almirall romà d'Orient Nicetes Orifes va fer arrossegar per l'istme tota la flota de cent dromons en una operació executada ràpidament, tot i que molt probablement ho va fer per una ruta diferent.

### Ús per al comerç
Malgrat que el Díolkos és mencionat amb freqüència en la relat de les operacions militars, la investigació moderna assumeix que el propòsit principal de la via era el transport de vaixells de càrrega, més que res perquè les embarcacions de guerra no hi havien de passar tan sovint, però l'antiga historiografia sempre ha estat més interessada en la guerra que no pas en el comerç. Les observacions de Plini el Vell i d'Estrabó, que descriuen el Díolkos com un camí amb servei regular durant el temps de pau, impliquen doncs un ús comercial de la via. Coincidint amb l'apogeu de l'arquitectura monumental a Grècia, el Díolkos podia haver ser motivat per al menester de transportar mercaderies pesants com ara marbre, monòlits i fusta fins a destinacions a l'oest i l'est de l'istme. No se sap quants diners devia obtenir Corint en concepte de portatge pel fet de deixar passar els vaixells a través del seu territori, però el fet és que el camí es va continuar utilitzant molt de temps després, el que indica que per als vaixells mercants era una alternativa atractiva per estalviar-se la navegació prop del cap Malea durant una gran part de l'antiguitat.

## Construcció

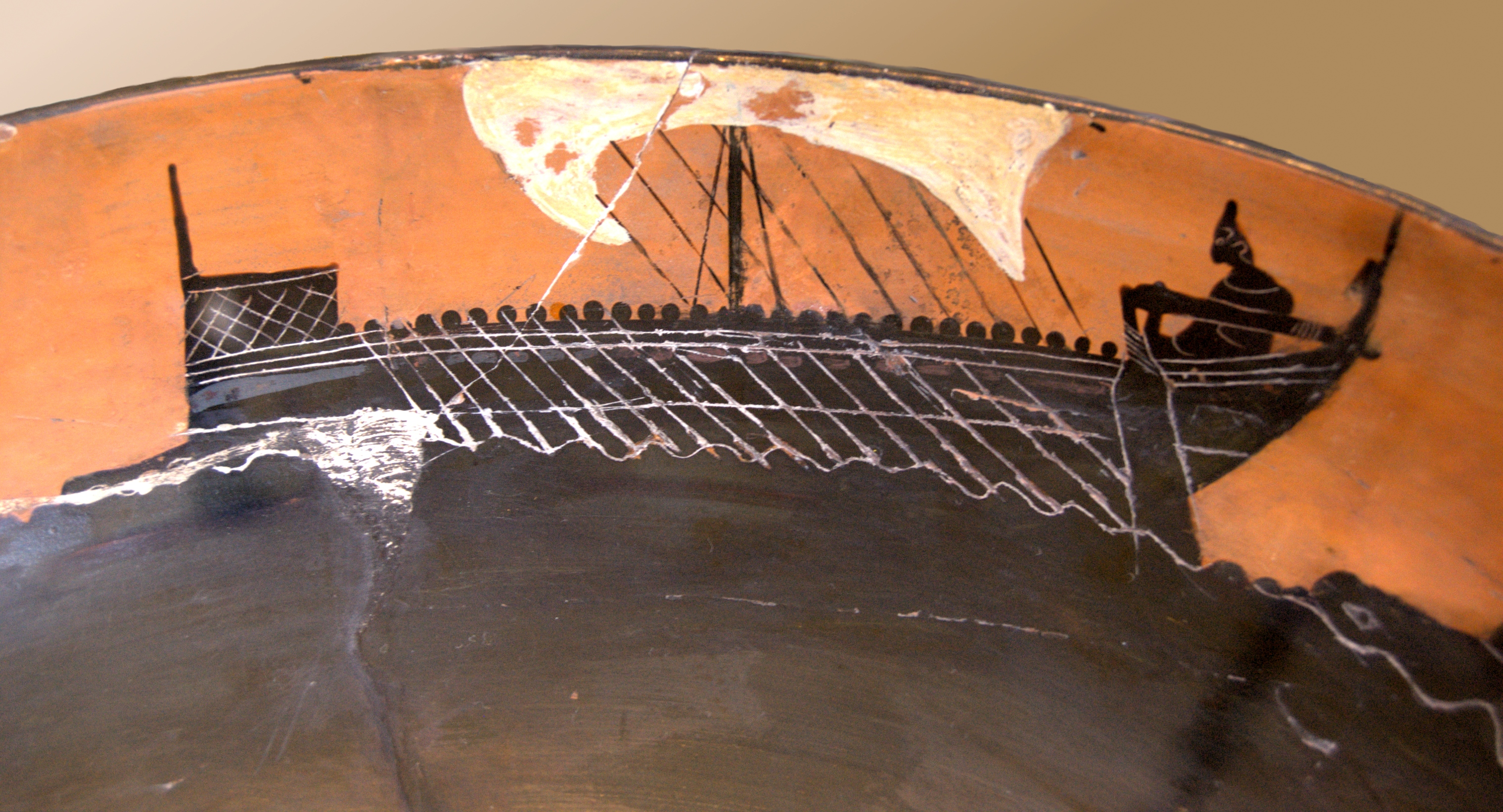
Imatge d'un vaixell en una peça de ceràmica grega (c. 520 aC), com els que podien haver estat transportats a través del Díolkos en temps de Periandre de Corint

És probable que el Díolkos fos desenvolupat pel segon tirà o governant de Corint Periandre (628 aC – 588 aC). Si fos certa l'esmentada teoria, es donaria el cas que aquesta via de transport va ser, segons sembla, la segona elecció de Periandre, ja que en un principi havia previst obrir un canal que travessés l'istme de banda a banda. Aparentment l'en van dissuadir uns matemàtics egipcis, els quals el van advertir que si es connectaven tots dos mars es corria el risc de submergir el Peloponès sencer. Periandre va substituir l'antic mètode de transport de vaixells sobre grans corrons de fusta per uns 6 km de calçada que anaven des d'Esquinunt, al golf Sarònic, fins a Trezè, al golf de Corint.
El Díolkos discorria a través de la part més estreta de l'istme, on la via seguia la topografia local en un curs corbat per tal d'evitar gradients més escarpats. El camí, l'amplària del qual variava entre els 3 i els 6 metres, va ser pavimentat amb blocs de pedra calcària. Aquests blocs es van col·locar damunt una capa fonda de sorra i grava. Al camí s'hi van fer dos solcs paral·lels, amb 1,5 m de separació entre ells; sorprenentment, molt semblants a la distància d'1,435 m dels rails del ferrocarril modern. Al llarg d'aquests solcs corrien les rodes d'un vehicle anàleg a un vagó plataforma com els que es fan servir actualment, sobre la qual se situava el vaixell que s'havia de transportar, que era arrossegat per equips d'esclaus o bé per animals. Segurament la càrrega dels vaixells que havien de passar per l'istme es treia fora per reduir el pes de l'embarcació i es transportava separadament fins a l'altre costat de l'istme, i després s'hi tornava a carregar un cop arribats a l'altre extrem.

## Època romana
El Díolkos va romandre en ús durant tot el període de dominació romana a Grècia (c. 180 aC – 395 dC) i des de l'època romana d'Orient fins al segle ix.
Tanmateix, la idea del canal de Periandre va continuar fascinant els governants romans. L'historiador Suetoni diu que Juli Cèsar va planificar un canal a través de l'istme, entre d'altres grandiosos plans d'enginyeria: tanmateix, va ser assassinat abans que pogués portar-lo a terme. L'emperador Neró va iniciar-ne l'excavació obrint el terra personalment amb un pic daurat i en va retirar el primer cabàs, però el projecte va ser abandonat quan va morir al cap de poc temps.

## Excavacions modernes

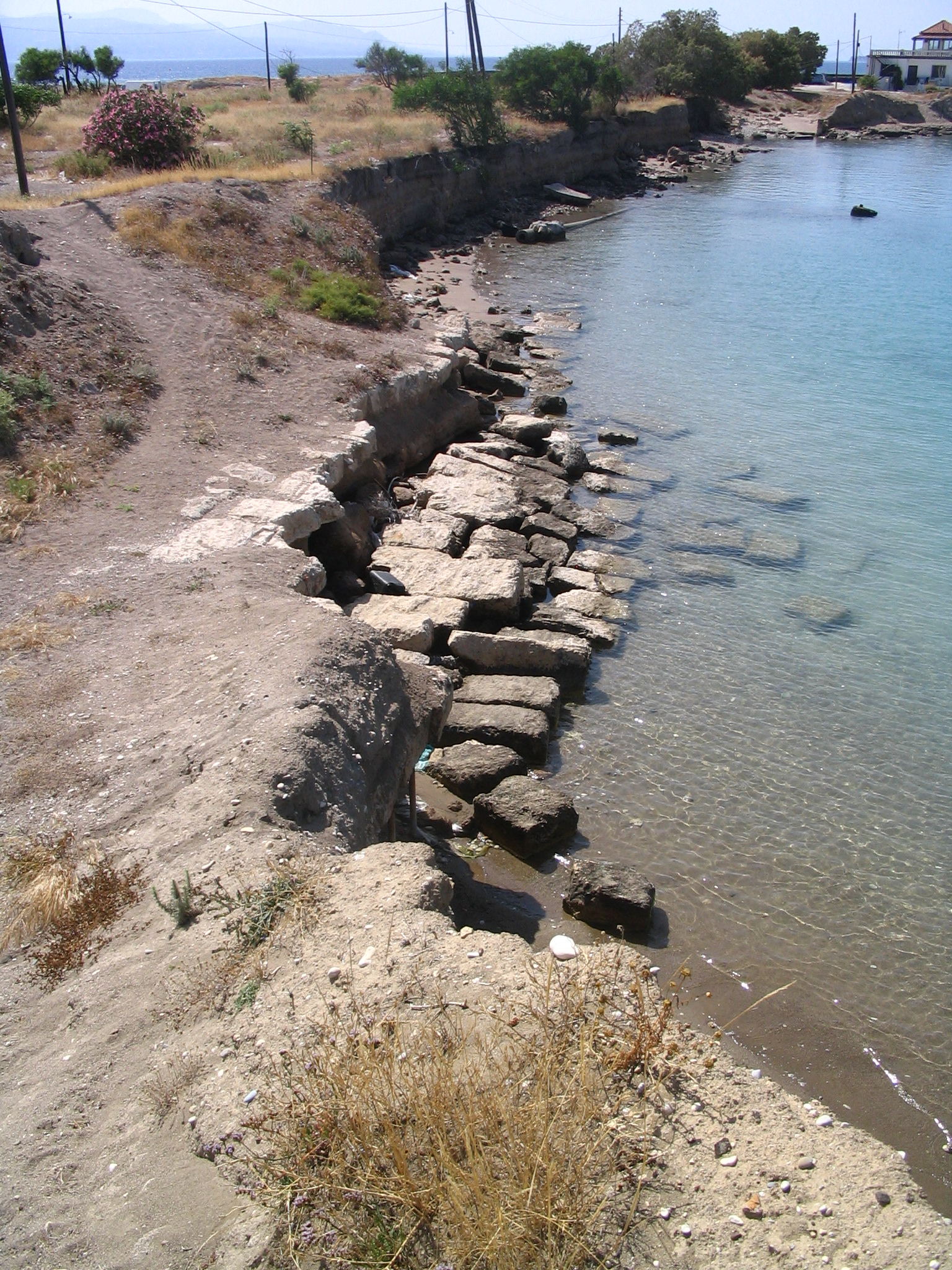
Part erosionada del Díolkos vora el seu extrem occidental